# 中國小說
中國小說经历了从神话传说、志人小说、志怪小说、唐传奇、宋元话本小说，直至现代小说的发展过程。明清时期产生了古典小说四大名著《三国演义》、《西游记》、《水浒传》及《红楼梦》。现代中国小说作家高行健、莫言先后获得了诺贝尔文学奖。

## 词源
「小說」一詞，最早見於《莊子·外物篇》：“飾小說以干縣令，其於大達亦遠矣。”這裡的「小說」指的是一些無關大道的言辭。桓譚言“小說家合殘叢小語，近取譬喻，以作短書，治身理家，有可觀之辭。”其原始意涵與今日的定義有所區別。
而先秦有寓言，屬街談巷語，道聽塗說，是九流十家中的小說家。
東漢班固《漢書·藝文志·諸子略序》：「小說家者流，蓋出於稗官，街談巷語，道聽塗說者之所造也。」

## 类型
中国小说按文体可分为笔记、传奇、话本、拟话本等，按题材可分为志怪、神魔、历史演义等，按语言可分为文言、白话、方言等。中国小说中独特的类型有武侠小说、公案小说等。

## 历史
《莊子·外物篇》：「飾小說以干縣令，其於大達亦遠矣。」小說在中國傳統社會中，一向受正統文人的鄙視。《漢書·藝文志》：“小說家者流，蓋出於稗官，街談巷語，道聽途說者之所造也。”余嘉錫《小說家出於稗官說》認爲“稗官者天子之士也”。胡適是第一位將中國小說研究朝學術發展者。

### 先秦
《隋書·經籍志》共錄二十五部小說，其中《燕丹子》最古。《燕丹子》記述戰國時期，燕太子丹派遣荊軻行刺秦王的故事。《燕丹子》作者不可考，魯迅在《中國小說史略》說《燕丹子》是“漢前”所作，約推定為秦時的六國遺民，但《漢書·藝文志》未載《燕丹子》，《隋書》始著錄，令人質疑其時代。
另外中國還有《山海經》、《穆天子傳》等文獻，也有人認為是先秦的作品。

### 魏晉
多是筆記小說，單則故事敘述，尚無完整架構。
1. 志人小說：多是記人物的日常瑣事、生活片段，如劉義慶《世說新語》、裴啟《語林》等。
2. 志怪小說：寫鬼神靈異故事，如干寶《搜神記》、劉義慶《幽明錄》、吳均《續齊諧記》、王琰《冥祥記》、顏之推《冤魂志》、曹丕《列異傳》等。或是炫物耀質的瑣聞，如張華《博物志》、郭憲《漢武洞冥記》等。

### 唐朝
唐朝出現了一種結構俱足的小說，又稱傳奇（「傳奇」在明清時期是指「戲曲」），始見於北宋陳師道的《後山詩話》，其中描述「范文正公為〈岳陽樓記〉，用對語說時景，尹師魯讀之曰：『傳奇體耳！』《傳奇》，唐裴鉶所著小說名也。」（《傳奇》在唐代為短篇小說集），到宋代漸為唐朝小說的代稱。已是完整結構的「文言短篇小說」。發展取得極大的成就，有唐人傳奇之目，《唐人说苔·例言》引“唐人小说，不可不熟，小小情事，凄惋欲绝”，“询有神遇而不自知者，与诗律可称一代之奇。”明人胡应麟有言：“《飞燕》（飛燕外傳），传奇之首也”。
鲁迅把唐以前的小说称为“古小说”。鲁迅《中国小说的历史变迁》的演讲稿中指出：“小说到了唐时，却起了一个大的变迁。……六朝时之志怪志人底文章，都很简短，而且当作记事实；及到唐时，则为有意识的小说，这在小说史上可算是一大进步”。
而唐傳奇又可分為下列數類：
1. 愛情類：元稹《會真記》（《崔鶯鶯傳》）、白行簡《李娃傳》、蔣防《霍小玉傳》。
2. 俠義類：杜光庭《虯髯客傳》、李公佐《謝小娥傳》、袁郊《紅線傳》、裴鉶《聶隱娘傳》、《崑崙奴傳》。
3. 志怪類：沈既濟《枕中記》、李公佐《南柯太守傳》、陳玄祐《離魂記》、李復言《辛公平上仙》。
4. 歷史類：陳鴻《長恨歌傳》及《東城老父傳》

唐代還有一種佛教的民間文學：變文，以鋪陳故事為主。最早是僧侶傳教、為了講解經典所說的故事（如：《目連變文》、《金剛經變文》），其內時時夾雜一些詩詞歌賦或駢文，而後影響了許多話本文學。
宋•李昉所輯《太平廣記》保存大量唐人傳奇，中國最早的一部小說總集。

### 宋元
宋朝传奇小说的成就不如唐人傳奇，“唐人大抵写时事；而宋人则多讲古事，唐人小说少教训；而宋则多教训”。僅有奏醇的《谭意歌伟》、无名氏的《李师师外传》，其中樂子正的《綠珠傳》及《楊太真外傳》是較好的作品。
洪邁晚年所著《夷堅志》，搜羅廣泛，卷帙浩瀚，為宋人志怪筆記小說中篇幅最大的一部。
宋元时代，由於城市经济发达，在大城市裡開始有話本流传，這些話本多出自民间艺人之手，一些书会才人常常将这种底本加以增饰润色，写定为专供阅读的书面文学作品。方为稻在《中国古代小说史考》描述：“宋代的‘说话’范围很广，不但有和汉唐五代相似的故事、笑话、谜语，并且把由唐代以来的佛教讲唱经文也包罗在内了。其时，说话大抵可分为四家：一、说经——附说诨经、参请、弹唱因缘；二、讲史——讲说汉唐历代文传书史兴废争战之事。专有说三分、讲五代史的；三、小说（又叫银字儿）——包括精怪、传奇、说公案，还有妖术、神仙、杆棒、朴刀；四、商迷、合生、说诨话——都具有讽刺、耍笑的性质。这四家数中，以‘小说’和‘讲史’在瓦子（宋朝市民的公共娱乐场所）中最受人们欢迎，而讲史又是‘最畏小说’的。‘小说’的听众多，艺人也多，仅临安一带，有名的艺人九十二人中，小说人居半数以上。”据《永乐大典》目录卷四六记载的話本，共26篇，今仅存《编五代史平话》、《全相平话五种》、《大宋宣和遗事》。
而後期元代的戲劇也深受唐代傳奇影響：
1. 陳玄祐的《離魂記》影響鄭光祖的《倩女離魂》。
2. 白行簡的《李娃傳》影響石君寶的《曲江池》。
3. 陳鴻的《長恨歌傳》影響白樸的《梧桐雨》。
4. 元稹的《會真記》影響王實甫的《西廂記》。
5. 沈既濟的《枕中記》影響馬致遠的《黃粱夢》。

### 明朝
明代小說的蓬勃發展，通俗小說達到成熟，寫作技巧亦漸趨錘鍊。明初《三国演义》和《水浒传》的问世代表中國長篇小說開始邁入高峰。《西遊記》是中國第一部成功的長篇神魔小說，吳承恩能藉神怪以表現人世萬象。孟瑤在《中國小說史》（上、下兩冊）上曾說：“自有小說以來，這樣耳目一新五光十色的畫幅，恐怕自《西遊記》以後才開始有吧？”
胡應麟《少室山房筆叢》卷二十八則將小說分為六類：
- 一曰志怪：《搜神》，《述異》，《宣室》，《酉陽》之類是也；
- 一曰傳奇：《飛燕》，《太真》，《崔鶯》，《霍玉》之類是也；
- 一曰雜錄：《世說》，《語林》，《瑣言》，《因話》之類是也；
- 一曰叢談：《容齋》，《夢溪》，《東谷》，《道山》之類是也；
- 一曰辯訂：《鼠璞》，《雞肋》，《資暇》，《辯疑》之類是也；
- 一曰箴規：《家訓》，《世范》，《勸善》，《省心》之類是也。

胡應麟本人對小說的研究也有自成一家的看法，他提出“《汲冢琐语》，盖古今纪异之祖”，“《山海经》，古今语怪之祖”，“《燕丹子》三卷，当是古今小说杂传之祖”，“《飞燕》，传奇之首也；《洞冥》，杂俎之源也；《搜神》，玄怪之先也；《博物》，《杜阳》之祖也”，魯迅的著作多引用其言。

### 清朝
乾隆年間，紀昀敕撰《四庫全書總目提要》于小說別為三派：“……跡其流別，凡有三派：其一敘述雜事，其一記錄異聞，其一綴緝瑣語也。”
清朝初年有抱瓮老人从“三言”、“二拍”精选出四十篇作品，定名为《今古奇观》。清代短篇小说高度繁荣，产生了《聊斋志异》。另有程趾祥《此中人语》和贾名的《女聊斋》等。《聊斋》风行百余年后，又有纪昀的《阅微草堂笔记》與袁枚的《子不語》，都是記述鬼故事的知名小說。
乾隆年间，有《儒林外史》和《红楼梦》两部长篇巨著问世。胡林翼对《水浒传》以及《红楼梦》的评价极差，他在给朋僚严树森的信中提到：“吾辈不必世故太深，天下惟世故深误国事耳。一部水浒，教坏天下强有力而思不逞之民；一部红楼，教坏天下堂官、掌印司官、督抚、司道、首府及一切红人。专意揣摩迎合，吃醋捣鬼，当痛除此习，独行其志。阴阳怕懵懂，不必计及一切。”鲁迅对《儒林小史》有好评：“《儒林外史》出，乃秉持公心，指 时弊、机锋所向，尤在士林；其文蹙而能谐，婉而多讽；于是说部中乃始有足称讽刺之书。”
《紅樓夢》原稱《石头记》，又稱《情僧录》、《金玉緣》、《风月宝鉴》、《金陵十二钗》等，成书于清代乾隆年间，是中國小說史上不可超越的頂峰。《紅樓夢》開啟“邪狭小说”或“鸳鸯蝴蝶派小说”之先河。吴组缃说“到了《紅樓夢》，中国古代的现实主义小说，就走到了一个辉煌的顶点”。鲁迅称许说：“自有《红楼梦》出来以后，传统的思想和写法都打破了。”
清末又有“四大谴责小说”：李寶嘉的《官场现形记》、吳沃堯的《二十年目睹之怪现状》、刘鹗的《老残游记》、曾朴的《孽海花》。
至戊戌变法之前，小说在儒家學者的心目中始终是“小道”。胡应麟曾赞叹《水浒传》的笔墨，一方面又慨息“余每惜斯人，以如是心，用于至下之技”。程晋芳为好友吴敬梓惋息：“《外史》纪儒林，刻画何工妍！吾为斯人悲，竟以稗说传。”陶祐曾声称：“欲扩张政法，必先扩张小说；欲提倡教育，必先提倡小说；欲振兴实业，必先振兴小说；欲组织军事，必先组织小说；欲改良风俗，必先改良小说。”狄楚青曾表示：“吾昔见东西各国之论文学家者，必以小说家居第一，吾骇焉。吾昔见日人有著《世界百杰传》者，以施耐庵与释迦、孔子、华盛顿、拿破仑并列，吾骇焉。”

### 中華民國
帝王将相、才子佳人往往是中国传统小说的主要描写对象。鲁迅《南腔北调集·〈总退却〉序》里所说：“古之小说，主角是勇将策士，侠盗赃官，妖怪神仙，佳人才子，后来则有妓女嫖客，无赖奴才之流。”小说的结局多半是大团圆的美满下场。林纾译的《巴黎茶花女遗事》出版開始提供中國作家以下层劳动者为描写对象的范本，使“专为下等社会写照”。中国传统小说极少有景物描写，只有在《红楼梦》、《玉梨魂》以及《老残游记》才能找到幾筆。
夏志清曾語重心長的指出“……再讀五四時期的小說，實在覺得它們大半寫得太淺露了。那些小說家技巧幼稚且不說，看人看事也不夠深入，沒有對人心作深一層的發掘。這不僅是心理描寫細緻不細緻的問題，更重要的問題是小說家在描繪一個人間現象時，沒有提供比較深刻的、具有道德意味的瞭解。所以我在本書第一章裏就開門見山，直指中國現代小說的缺點即在其受範於當時流行的意識形態，不便從事於道德問題之探討……”
《狂人日記》是魯迅最成功的作品之一。夏志清說：“我對《狂人日記》確實評價過低，《狂人日記》是魯迅最成功的作品之一，其中的諷刺和藝術技巧，是和作者對主題的精心闡明緊密結合的，大半是運用意象派和象徵派的手法。”夏志清又認為《阿Q正传》在艺术上是有缺陷的：“结构很机械，格调也近似插科打诨”。
夏志清批評沈从文《月下小景》等小说：“耽溺于理想主义的境界”，“写出来的东西与现实几乎毫无关系”，是对“事实不负责任的态度”。夏志清赞赏沈从文的《边城》是“可以称为牧歌型的”，有“田园气息”的代表作品。朱光潜曾说：“《边城》表现出受过长期压迫而又富于幻想和敏感的少数民族在心坎里那一股沉忧、隐痛。”。
夏志清對巴金的《寒夜》格外青睐，认为是一部“最伟大的爱的故事”。对钱锺书《围城》的评价：“《围城》是中国近代文学中最有趣和最用心经营的小说，可能亦是最伟大的一部。”他在《中國現代小說史》中認為張天翼是現代中國作家中，最不帶自傳色彩的一位。
夏志清早年评价蕭紅的作品只有一行文字：“萧红的长篇《生死场》写东北农村，极具真实感，艺术成就比萧军的长篇《八月的乡村》高。”夏志清坦承未在《中國現代小說史》中評論蕭紅的作品，是“最不可寬恕的疏忽”；夏志清認為“《呼蘭河傳》的長處在於它的高度的真實感。”
丁玲的《太阳照在桑干河上》因讴歌解放区的土改获得斯大林文学奖而名噪一时，夏志清的评价相当负面，“三十年代丁玲的声望，仅次于茅盾、老舍、巴金诸人，我审读她那时的作品，实在一篇也说不上是佳作。”。夏志清同樣看不上丁玲的作品《水》，认为它除了是“宣传上的滥调”以外，还从文笔“看出作者对白话词汇运用的笨拙，对农民的语言无法模拟。她试图使用西方语文的句法，描写景物也力求文字的优雅，但都失败了。《水》的文字是一种装模做样的文字。”
张爱玲的代表作《金锁记》和《倾城之恋》等作品，夏志清評價張愛玲：“她可能是五四以來最有才華的中國作家”，高度肯定張愛玲“是近日中國最優秀最重要的作家”。

### 中華人民共和國
姚雪垠著长篇历史小说《李自成》共五卷，以写明末的农民战争为主，其中第二卷于1982年获第一届茅盾文学奖。
賈平凹《秦腔》表現了中國社會在經濟和文化轉型中對農村所帶來的衝擊和變遷。首先在香港獲得《紅樓夢》獎，接着，又獲得中國文學最高獎《茅盾文學獎》。
莫言是2012年诺贝尔文学奖获得者，著有《红高粱家族》、《檀香刑》等，莫言本人透露常將親友做為小說原型，如《蛙》是取材姑姑的形象、《豐乳肥臀》則取材母親的經歷。张艺谋將《红高粱》改拍成電影，郑晓龙则将《红高粱》改拍为电视剧。
金庸是中国武侠小说作家的代表，著有《射雕英雄传》、《神雕侠侣》、《天龙八部》等。
刘慈欣是第73届世界科幻大会颁发的雨果奖最佳长篇小说奖获得者，著有《三体》、《球状闪电》等。
根据中国社会科学院文学所发布《中国文情报告（2012～2013）》，当前中国最畅销的小说类型是官场和玄幻两大类。不过，2018年底中国官方发起了整治、清理官场小说的运动，例如中国作家协会在2018年11月发布的一份情况通报，展示了当局对清理网络官场小说的行动与决心。

## 方言小说
中国小说中的白话小说，是以近代汉语口语创作的，即以宋元“通语”或明清“官话”等民族共同语创作，当代中国小说多以普通话或国语写成，同时也存在以汉语方言创作的小说。
中国早期的方言小说有清朝嘉庆初年的上海话小说《何典》和晚晴吳語白話文小说《海上花列传》。
当代方言小说中最为成功的是以北京话为基础的京味小说，始于老舍，并被王朔发扬光大。首部纯上海话小说是上海青年作家胡宝所写的《弄堂》。 作家颜歌的《我们家》则是以四川郫县方言写成的。